# Thilo von Linsingen
Thilo Burckhardt Wolff von Linsingen (* 1. Oktober 1862 in Mainz; † 22. November 1943) war ein preußischer Generalmajor.

## Leben

### Herkunft
Thilo entstammte dem edelfreien Uradelsgeschlecht von Linsingen. Er war der Sohn des Generalmajors Heimart von Linsingen (1818–1894) und dessen erster Ehefrau Marie Luise Therese, geborene Maurer (1824–1868).

### Militärlaufbahn
Linsingen wurde am 16. April 1881 aus dem Kadettenkorps kommend als Sekondeleutnant dem Oldenburgischen Infanterie-Regiment Nr. 91 der Preußischen Armee in Oldenburg überwiesen. Zur Militärischen Turnanstalt nach Berlin wurde er vom 1. März bis zum 31. Juli 1887 abkommandiert. Bataillonsadjutant war er vom 1. Oktober 1887 bis zum 30. September 1891. Während dieses Zeitraumes wurde er am 17. April 1890 zum Premierleutnant befördert und rückte am 22. März 1891 in die offene Premierleutnantsstelle ein. Adjutant seines Regiments war er ab dem 15. Oktober 1892. Am 27. März 1894 wurde er als Adjutant der 42. Infanterie-Brigade nach Frankfurt am Main kommandiert. Unter der Beförderung zum Hauptmann sowie Belassung in seinem Kommando wurde Linsingen am 15. November 1894 in das der Brigade unterstellte 1. Hessische Infanterie-Regiment Nr. 81 versetzt.
Am 20. Mai 1897 entband man Linsingen von seinem Kommando und versetzte ihn in das 2. Hanseatische Infanterie-Regiment Nr. 76 nach Hamburg. Dort wurde er zum Chef der 4. Kompanie im I. Bataillon ernannt. Vom 12. April bis zum 16. Mai 1899 wurde er zum Besuch eines Lehrkurses an der Infanterie-Schießschule in Spandau abkommandiert. Nach seiner Rückkehr wurde er zum Chef der 6. Kompanie im II. Bataillon ernannt.
Linsingen war Rechtsritter des Johanniterordens.

### Familie
Er hatte sich am 3. Januar 1897 in Hannover mit Therese, geborene von Arentschildt (1869–1908), eine Tochter des preußischen Generalleutnants Wilhelm von Arentschildt (1840–1911). Aus der Ehe ging die Tochter
Paula Cäcilie Hedwig Luise Anna-Therese (* 17. November 1897) und der Sohn Wilhelm Waldvogell Viktor Vollrat Alexander Hans-Heinrat (* 5. Dezember 1899; † 27. September 1918) hervor.
In zweiter Ehe heiratete Linsingen 1910 Else von Schulzen (* 21. Februar 1874), eine Tochter des früheren Landrats Cuno von Schulzen.

## Auszeichnungen
- Roter Adlerorden IV. Klasse[5]

## Verweise